# (3218) Delphine
(3218) Delphine es un asteroide perteneciente al cinturón de asteroides, descubierto el 24 de septiembre de 1960 por Cornelis Johannes van Houten en conjunto a su esposa también astrónoma Ingrid van Houten-Groeneveld y el astrónomo Tom Gehrels desde el Observatorio del Monte Palomar, Estados Unidos.

## Designación y nombre
Designado provisionalmente como 6611 P-L. Fue nombrado Delphine en homenaje a "Delphine Jehoulet Delsemme", esposa del astrónomo estadounidense Armand Delsemme.